# Чокіна (комуна)
Чокіна (рум. Ciochina) — комуна у повіті Яломіца в Румунії. До складу комуни входять такі села (дані про населення за 2002 рік):
- Бордушелу (928 осіб)
- Орезу (774 особи)
- П'єрсіка (137 осіб)
- Чокіна (1762 особи)

Комуна розташована на відстані 78 км на схід від Бухареста, 24 км на захід від Слобозії, 134 км на захід від Констанци, 119 км на південний захід від Галаца.

## Населення
За даними перепису населення 2002 року у комуні проживала 3601 особа. Усі жителі комуни рідною мовою назвали румунську.
Національний склад населення комуни:
| Національність | Кількість осіб | Відсоток |
| -------------- | -------------- | -------- |
| румуни         | 3550           | 98,6%    |
| цигани         | 49             | 1,4%     |
| чанго          | 1              | < 0,1%   |

Склад населення комуни за віросповіданням:
| Релігія       | Кількість осіб | Відсоток |
| ------------- | -------------- | -------- |
| православні   | 3593           | 99,8%    |
| адвентисти    | 3              | 0,1%     |
| мусульмани    | 2              | 0,1%     |
| римо-католики | 1              | < 0,1%   |
| п'ятдесятники | 1              | < 0,1%   |